# Henrik VI (pjäs)
Henrik VI eller Kung Henrik den sjätte (originaltitlar Henry VI Part 1; The First Part of the Contention of the Two Famous Houses of York and Lancaster eller Henry VI Part 2 respektive The True Tragedy of Richard Duke of York eller Henry VI Part 3) är tre krönikespel (del 1, 2 och 3) författade av den engelske dramatikern William Shakespeare.

## Tillkomsthistoria

### Datering
Verket är en trilogi som inte författats i kronologisk ordning. Ingen av pjäserna nämns i Francis Meres Palladis Tamia, en förteckning över 12 kända Shakespearetexter som publicerades 1598 - men samtliga Shakespearepjäser skrivna före det årtalet finns heller inte med.

#### Del 1
3 mars 1592 antecknade Philip Henslowe, ägare till the Rose Theatre, att en ny pjäs om Harry the VI börjat spelas. Det anses att detta syftar på del 1. 8 augusti samma år publicerar Thomas Nashe pamfletten Pierce Peniless his Supplication to the Devil där han tar teatern i försvar mot moralisternas angrepp och anför särskilt krigshjälten Talbots dygder i Henrik VI och Talbot förekommer bara i del 1. Del 1 måste ha författats efter andra utgåvan av Holinsheds krönika som publicerades 1582, liksom efter Edmund Spensers The Faerie Queen från 1590. I pjäsen förekommer anspelningar på de engelska fälttågen i Frankrike 1590-91 och då särskilt Robert Devereux, 2:e earl av Essexs belägring av Rouen från oktober 1591 till januari 1592. Detta sammantaget daterar tillkomsten av pjäsen till sent 1591 eller tidigt 1592.

#### Del 2 och 3
Del 2 anses vara skriven 1590 eller 1591 som den första av två planerade delar och del 3 anses vara skriven 1591 som en fortsättning på del 2. Slutscenerna i del 2 leder direkt vidare till början av del 3. Pjäserna måste vara skrivna efter att andra utgåvan av Holinsheds krönika gavs ut 1582 och de är även förmodligen skrivna efter Spensers The Faerie Queen gavs ut 1590. Pjäserna anses vara skrivna innan teatrarna stängdes 23 juni 1592 på grund av pesten. Om del 2 och del 3 skrivits efter del 1 måste de ha tillkommit mellan mars och juni 1592, vilket anses orealistiskt tätt.
Att den store hjälten i del 1, Talbot, inte nämns i del 2 indikerar att del 2 skrevs före del 1. I september 1592 gick dramatikern Robert Greene till angrepp mot Shakespeare i skriften Grenne's Groatsworth of Wit, där han parodierar en berömd rad i akt 1 scen 4 av del 3, "O, tiger's heart, wrapped in a woman's hide!" (O tigerhjärta, gömt i kvinnosken, enligt Haglund). I Greenes version "Tiger's heart wrapped in a player's hide".

### Pjäsens källor
Shakespeares tre huvudsakliga källor var Raphael Holinsheds Chronicles of England, Scotland, and Ireland, som utkom första gången 1578 och trycktes på nytt 1585, Edward Halls The Union of the Two Illustrious Families of Lancaster and York som utkom 1548 och Richard Graftons Abridgement of the Chronicles of England från 1563. Till del 2 (Simpcox falska mirakel i akt 2 scen 1) och 3 använde han sig av John Foxes Actes and Monuments från 1563 och till del 1  (akt 1 scen 3 och akt 3 scen 1) och 2 Robert Fabyans the Fabyan Chronicle tryckt 1516.
Till detaljer i del 1 har uppgifter hämtats från Geoffrey av Monmouths medeltida krönika Historia regum Britanniae, Jean Froissarts Chronicles (översatta till engelska 1523-35) och John Stows Chronicles of England från 1580.
Till Leonoras botgöring i akt 2 scen 4 av del 2 har inspiration hämtats från samlingen The Mirror for Magistrates från 1555, även i del 3 hänsyftar Shakespeare på detta verk. Cades uppror i akt 4 av del 2 anses anspela på Peasants' Revolt 1381. Till en annan scen i del 2 har Shakespeare hämtat inspiration från Thomas Mores Dialogue of the Veneration and Worship of Images.
Till Richards (hertigen av Gloucester, sedermera kung Richard III) avsidesrepliker i del 3 (särskilt de i akt 3 scen 2) har inspiration hämtats från Thomas Mores History of King Richard III, som dock också är en källa till både Halle och Holinshed. I del 3 anspelas även på den anonyma pjäsen Gorboduc från 1561, Thomas Kyds The Spanish Tragedy (omkring 1582-92) och Christopher Marlowes Tamburlaine från omkring 1587. Till Margaretas monolog i femte aktens fjärde scen tros inspiration ha hämtats från Arthur Brookes poem The Tragicall History of Romeus and Juliet från 1562.

### Tryckningar och text

#### Del 1
Henrik VI, del 1 är tillsammans med Kung John och Richard II de enda av Shakespeares pjäser som är helt skrivna på vers (blankvers).
Del 1 registrerades hos boktryckarskrået (the Stationers Company) 8 november 1623 och har bara publicerats i First Folio från det året, samlingsverket med Shakespeares pjäser som sammanställdes av Shakespeares skådespelarkollegor John Heminges och Henry Condell och publicerades av Edward Blount och Isaac Jaggard.

##### Frågan om upphovsmannaskap
Det råder oenighet bland filologer och litteraturhistoriker om Shakespeare är ensam upphovsman till hela del 1 eller inte. Det har föreslagits att han skulle ha samarbetat med Thomas Nashe, Robert Greene och/eller George Peele. De som hävdar att Shakespeare är ensam upphovsman vill ibland datera pjäsens tillkomst till innan del 2 och 3.
Det som anses tala för att Shakespare inte skulle vara ensam upphovsman till del 1 är formuleringar som är typiska för Robert Greene och Thomas Nashe; inkonsekvenser hos karaktärerna samt blandningen av skicklighet och oskicklighet i den dramatiska kompositionen.

#### Del 2
Den första kvarton av del 2 registrerades hos boktryckarskrået 12 mars 1594 av bokhandlaren Thomas Millington och trycktes av Thomas Creede senare samma år. Titeln var The First Part of the Contention of the Two Famous Houses of Lancaster and York, with the Death of the Good Duke Humphrey och Shakespeare anges inte som författare. Denna upplaga är en tredjedel kortare än folioupplagan 1623 och anses vara ett pirattryck som grundar sig på minnet hos skådespelare som spelat pjäsen, förmodligen från Pembroke's Men som upplöstes i augusti 1593 och då förlorade alla sina manuskript. Den andra kvarton publicerades år 1600 på nytt av Thomas Millington och trycktes av Valentine Simmes och bygger på den första kvarton.
Andra och tredje delen nämns i boktryckarskråets register 19 april 1602 då rättigheterna överläts från Thomas Millington till Thomas Pavier. Den tredje upplagan trycktes 1619 som en del av William Jaggards "False Folio" som trycktes av Thomas Pavier. Denna innehåller både del 2 och del 3 och anger Shakespeare som författare. Först i och med folioupplagan 1623 får pjäsen titeln Henry VI Part 3.
Folioupplagan anses vara grundad på Shakespeares eget handskrivna manus. Scenanvisningarna saknas ofta eller är vaga eller godtyckliga, vilket tyder på att texten grundar sig på ett utkast från före att pjäsen uppförts. Texten visar även spår av att ha bearbetats, särskilt Cliffords monolog i femte aktens tredje scen samt uteslutandet av rollfiguren Buckingham från den första kvarton. Redaktörerna tycks även ha konsulterat den tredje kvarton för att undvika vagheter i manuskriptet.

#### Del 3
Del 3 trycktes första gången i en octavioupplaga 1595 med titeln The True Tragedy of Richard Duke of York, with the Death of Good King Henry the Sixth, with the Whole Contention between the Two Houses Lancaster and York. Denna upplaga registrerades aldrig hos boktryckarskrået. Upplagan som inte nämner Shakespeare som författare är omkring 1 000 rader kortare än folioupplagan 1623. Texten anses vara ett pirattryck grundat på minnet hos skådespelare från Pembroke's Men som nämns på försättsbladet. Kvartoupplagan från år 1600 (publicerad av Thomas Millington och tryckt av William White), liksom den falska folion 1619 grundar sig på octavion. I den falska folion 1619 är del 2 och del 3 publicerade tillsammans, detta är den första upplaga som nämner Shakespeare som författare.
Octavion favoriserar Hall som källa medan folion hellre använder Holinshed. Folioupplagan anses bygga på Shakespeares eget handskrivna manuskript som förmodligen var ett utkast med vaga eller godtyckliga scenanvisningar. I manuset nämns även skådespelare som Shakespeare haft i åtanke.

## Handling
Dramat utspelar sig under den engelske kungen Henrik VI:s levnad.

### Del 1
En stor del av handlingen i första delen går in på striderna mellan England och Frankrike samt upptakten till rosornas krig.
Pjäsen börjar med begravningen av Henrik V. Dauphin Charles leder rebeller i Frankrike som intagit flera viktiga städer och har tagit den engelska kommendanten lord Talbot tillfånga. Hertigen av Bedford gör sig beredd att resa till Frankrike och leda de engelska trupperna. Hertigen av Gloucester tar som ställföreträdare hand om styret av England. Hertigen av Exeter tar hand om fostran av den unge tronföljaren Henrik. Bedford och Gloucester är bröder till den avlidne kungen och Exeter hans farbror.
Jeanne d'Arc får befälet över de franska trupperna. Bedford får Talbot fri. Engelsmännen erövrar Orléans. I England utbryter ett gräl mellan greven av Somerset och Richard Plantagenet. Rådsherrarna genomför en omröstning om vem de håller på. Vid röstningen används vita och röda rosor som valsedlar. Richard uppsöker sin morbror Edmund Mortimer som är fängslad i Towern. Mortimer berättar om konflikten mellan ätterna Lancaster (kungens ätt) och York (Mortimers och Richards ätt) och menar att han själv och Richard är de rätta arvtagarna till tronen. Richard utnämns till hertig av York av den nykrönte Henrik VI och ansluter sig till trupperna i Frankrike tillsammans med Gloucester, Exeter och Somerset.
Engelsmännen erövrar Rouen. Bedford dör och Talbot tar över befälet över de engelska trupperna. Jeanne d'Arc övertygar hertigen av Burgund att byta sida från engelsmännen till fransmännen. För att bilägga konflikten mellan York och Somerset gör kung Henrik York till befälhavare över infanteriet och Somerset till befälhavare över kavalleriet. Talbots trupper blir omringade utanför Bordeaux. När han ber om förstärkningar kan York och Somerset inte komma överens. De engelska trupperna förlorar striden och Talbot dör.
Jeanne d'Arc infångas av York och bränns på bål som häxa. Henrik lägger fram ett fredsavtal som fransmännen går med på och dauphin Charles blir fransk vicekung. Hertigen av Suffolk har tillfångatagit den franska prinsessan Margaret som han lyckas gifta bort med Henrik, i hopp om eget inflytande.

### Del 2
Pjäsen inleds med bröllopet mellan Margaret och Henrik. Det råder rivalitet mellan Suffolk som är Margarets beskyddare och lordprotektorn Gloucester. Gloucesters hustru Eleanor sysslar med svartkonst. Hon förvisas från hovet och fängslas. Suffolk konspirerar tillsammans med kardinal Beaufort och Somerset och anklagar Gloucester för förräderi och får honom fängslad. Suffolk skickar två mördare att döda Gloucester. York avser att göra anspråk på tronen och får stöd av hertigarna av Salisbury och Warwick.
Suffolk blir bannlyst för sin inblandning i mordet på Gloucester och i landsflykt dödad av pirater. Hans huvud sänds till hovet till Margarets förskräckelse. York sänds att slå ner ett uppror på Irland. Innan han ger sig av lejer han officeren Jack Cade att iscensätta en revolt för att utröna vilket stöd York kan räkna med ifall han skulle göra anspråk på tronen. Till en början lyckas revolten och Cade gör sig till borgmästare i London. Men lord Clifford lyckas vända opinionen mot Cade som blir dödad när han försöker stjäla mat.
York återvänder och deklarerar att han ämnar skydda kungen mot Somersets dubbelspel. York säger att han skall avväpna sina styrkor ifall Somerset arresteras och anklagas för förräderi. Hertigen av Buckingham försäkrar att Somerset redan är fängslad i Towern, men Somerset uppträder tillsammans med drottning Margaret. York proklamerar sitt anspråk på tronen och får stöd av sina söner Edward (den blivande kung Edward IV) och Richard (den blivande kung Richard III). Adelsmännen splittras mellan de som stöder ätten York och de som stöder kung Henrik och ätten Lancaster. I slaget vid St Albans dödas Somerset av Richard och lord Clifford av York. Margaret övertygar den förvirrade Henrik att fly fältet. Unge Clifford svär att hämnas sin fars död. Pjäsen slutar med att York, Edward, Richard, Salisbury och Warwick förföljer Henrik, Margaret och Clifford.

### Del 3
I Westminster Palace sätter sig York på tronen. York och Henrik kommer till en uppgörelse som innebär att Henrik ska få behålla tronen till sin död men att den sedan skall gå över till ätten York. Drottning Margaret kan inte acceptera att hennes och Henriks son prins Edward inte skall få bli kung. Margaret överger Henrik och förklarar tillsammans med Clifford krig mot ätten York.
Margaret överfaller Yorks fäste Wakefield och går segrande ur striden. Under striden mördar Clifford Yorks tredje son. Margaret och Clifford tillfångatar York, ger honom en näsduk med sonens blod på och en krona av papper innan de sticker ner honom. Under tiden har Warwicks trupper besegrats under det andra slaget vid St Albans och Henrik har återvänt till London och under påtryckningar från Margaret sagt upp avtalet med York. Edward och Richard får stöd av sin fjärde bror, George Plantagenet.
York-lägret segrar i slaget vid Towton där Clifford stupar. Edward utropas till kung och Richard till hertig av Gloucester. Richard vänder sig till publiken, missnöjd med sin lott och avslöjar sin avsikt att döda Edward.
Warwick beger sig till Frankrikes kung Louis med förhoppningen att kunna arrangera ett äktenskap mellan Edward och Louis syster. Väl där finner Warwick att drottning Margaret, prins Edward och hertigen av Oxford redan är där för att söka stöd. Warwick lyckas förhindra en överenskommelse mellan Louis och Margaret. Louis ger istället sitt stöd till äktenskapet mellan Edward och sin syster. Under tiden har änkan lady Elizabeth Grey sökt upp kung Edward för att få tillbaka makens landområden. Edward blir kär i henne och gifter sig trots att hans bröder är emot det. Besviken över att hans ansträngningar kring Edwards giftermål med den franska prinsessan, byter Warwick sida och går över till Lancaster-lägret. Han lovar prins Edward sin dotters hand. Warwick invaderar England med franska trupper och tillfångatar kung Edward. Henrik återinsätts på tronen och gör Warwick tillsammans med George Plantagenet till lordprotektor.
Edward fritas av Richard tillsammans med lord Hastings och sir Stanley. Vid slaget vid Barnet överger George Plantagenet Warwick och återförenar sig med York-lägret. York-sidan vinner slaget och Warwick dödas. Oxford blir nu befälhavare över Plantagenet-sidans styrkor som också får förstärkning från Frankrike. Kung Henrik får besök av en far som dödat sin son och en son som dödat sin far, symboliserande inbördeskrigets fasor. Henrik tillfångatas och sätts i Towern. Under slaget vid Tewkesbury tillfångatas Margaret, prins Edward, Somerset och Oxford. Somerset döms till döden och Oxford till livstids fängelse, drottningen förvisas och prins Edward sticks ner av de tre bröderna Edward, Richard och George. Richard mördar kung Henrik. Döende förutspår Henrik Richards brottsliga bana. Kung Edward utlyser festiviteter för att fira att inbördeskriget är över.

## Översättningar till svenska
Henrik VI finns i sex översättningar till svenska, fyra som är tryckta och två som är gjorda direkt för uppsättningar. 1848 kom Carl August Hagbergs översättning Konung Henrik den sjette ingående i Shakspere's dramatiska arbeten. Bd 5. 1922 kom Per Hallströms översättning Henrik den sjette som ingick i Shakespeares dramatiska arbeten. Krönikespel, Bd 1. 1964 var det dags för Åke Ohlmarks översättning Kung Henrik den sjätte i samlingsvolymen Historiska skådespel. Den senast publicerade översättningen är Allan Bergstrands Henry VI från 1977. 1983 gjorde Göran O. Eriksson en nyöversättning för Stockholms stadsteaters uppsättning Rosornas krig. År 2000 gjorde Ulf Peter Hallberg en översättning för Dramatens uppsättning Det blodiga parlamentet med både Henrik VI och Richard III.

## Uppsättningar
Det anses vara del 1 som Philip Henslowe, ägare till the Rose Theatre, åsyftade med anteckningen den 3 mars 1592 om en ny pjäs om Henry the VI som spelades på hans teater av Lord Strange's Men. Intäkterna på 3 pund, 16 shilling och 8 denarius var rekord för säsongen då pjäsen spelades femton gånger. Förmodligen spelades Talbot av Londons ledande skådespelare Edward Alleyn och Henrik spelades förmodligen av en pojke. På försättsbladet till octavioupplagan från 1595 uppges att pjäsen spelats Pembroke's Men som bildades i maj 1591.
Med undantag av en enstaka föreställning på the Covent Garden Theatre 13 mars 1738 har del 1 aldrig spelats för sig själv, till skillnad från de båda andra delarna som spelats separata vid flera tillfällen.
År 1857 spelades de åtta sammanhängande krönikspelen (Richard II, Henrik IV del 1 & 2, Henrik V, Henrik VI del 1-3 och Richard III) under tio kvällar på Deutsches Nationaltheater i Weimar där Henrik VI regisserades av Franz von Dingelstedt. 1873 spelades Henrik VI på Burgtheater i Wien. På Bayerische Staatsoper i München spelades pjäsen både 1889 (regi Jocza Savits) och 1906.
År 1864 spelades del 2 på Surrey Theatre i London i regi av James Anderson. År 1906 regisserades Henrik VI  av Frank Benson på Shakespeare Memorial Theatre i Stratford-upon-Avon när alla de åtta krönikespelen gavs under åtta kvällar. Benson spelade själv Talbot i del 1.
Barry Jackson och Douglas Seale regisserade alla tre delarna på Birmingham Repertory Theatre 1953. Seale regisserade alla tre delarna i en framgångsrik uppsättning på Old Vic i London 1957 - del 1 och del 2 var då sammanförda till en föreställning. 1963 sammanfördes hela tetralogin (Henrik VI och Richard III) med flera hundra nyskrivna rader till War of the Roses av John Barton och Peter Hall för Royal Shakespeare Company (RSC). Bland andra medverkade Peggy Ashcroft.
År 1966 regisserade Jean-Louis Barrault hela Henrik VI på Théâtre de l'Odéon i Paris. År 1977 regisserade Terry Hands hela trilogin med RSC i Stratford-upon-Avon med Helen Mirren som drottning Margaret. 1986 upprepade Michael Bogdanov och Michael Pennington att regissera hela tetralogin (utan nyskrivna rader) för English Shakespeare Company. 1988 regisserade Adrian Noble Henrik VI som två föreställningar under titeln The Plantagenets för RSC. RSC gav del 3 1994 i regi av Katie Mitchell på The Other Place i Stratford under titeln The Battle for the Throne. 1998 satte Patrice Chéreau upp Henrik VI tillsammans med Richard III på La Manufacture des Œillets i Ivry-sur-Seine i Île-de-France.
Första gången RSC spelade de åtta krönikespelen i en följd var år 2000 på Swan Theatre i Stratford under titeln This England: The Histories. Henrik VI regisserades av Michael Boyd. 2007 gjorde han om detta när RSC gav de åtta pjäserna tillsammans på nytt under titeln The Glorious Moment.
2012 spelades trilogin på Globe Theatre i London som en del av Globe to Globe Festival då Shakespeares alla pjäser spelades av teatrar från hela världen. Del 1 framfördes av Narodno Pozorište u Beogradu (den serbiska nationalteatern från Belgrad).

### Uppsättningar i Sverige
- 1970 The Hollow Crown, gästspel av Royal Shakespeare Company på Riksteatern, regi John Barton
- 1983 Rosornas krig, Stockholms stadsteater, översättning Göran O. Eriksson, regi Elisabeth G. Söderström, med Gun Arvidsson, Hans Bredefeldt, Thorsten Flinck & Claes Månsson
- 1986 Jungfrun av Orléans & En hjältes död (som del 8 & 9 i serien Rosornas krig), Radioteatern, översättning Carl August Hagberg, regi Per Verner-Carlsson, med Ingvar Hirdwall, Irma Christenson, Börje Ahlstedt, Stellan Skarsgård, Helge Skoog & Ewa Fröling
- 1992 Henry VI - Eländet med inbördeskrig, Folkteatern i Gävleborg, översättning Joakim Stenshäll, regi Ulf Fembro, med Pontus Stenshäll
- 2000 Det blodiga parlamentet (Henrik VI & Rickard III), Dramaten, översättning Ulf Peter Hallberg, regi Stein Winge, med Reine Brynolfsson & Staffan Göthe

## Filmatiseringar (urval)
- 1960 regi Michael Hayes (TV, Storbritannien)
- 1965 regi Robin Midgley & Michael Hayes (filmatisering för TV av John Bartons & Peter Halls föreställningar av Henrik VI 1-3 & Richard III), med Peggy Ashcroft
- 1981 regi Jane Howell (TV, Storbritannien)